# Ipatie din Gangra
Sfântul Ipatie din Gangra (în greacă Ὑπάτιος Γαγγρῶν) a fost un episcop al cetății Gangra din Asia Mică, care a luat parte la Sinodul I Ecumenic de la Niceea, unde l-a susținut pe Sfântul Atanasie cel Mare și a condamnat erezia lui Arie. A suferit o moarte martirică și este cinstit ca sfânt de Biserica Ortodoxă pe 31 martie și de Biserica Romano-Catolică pe 14 noiembrie.

## Biografie
Nu există multe informații despre viața lui. A participat la Sinodul de la Niceea (325), iar numele său se află și pe lista participanților la Sinodul de la Gangra (340). A trăit până în vremea domniei împăratului Constanțiu al II-lea (337-361) când, aflat pe drumul de la Constantinopol la Gangra, a fost atacat într-un loc pustiu de un grup de eretici novațieni, iar trupul său a fost aruncat într-o mlaștină. O femeie care făcea parte din grupul de atacatori l-a lovit în cap cu o piatră, ucigându-l. Ulterior, femeia a înnebunit și a început să se lovească singură cu aceeași piatră. Ea s-a vindecat numai după ce a fost adusă la locul de înmormântare al episcopului Ipatie. 
Trupul său a fost găsit de câțiva creștini care l-au adus în cetatea Gangra și l-au îngropat acolo.

## Cinstirea sa ca sfânt
După moartea episcopului Ipatie s-au consemnat numeroase vindecări miraculoase ale celor care s-au rugat la moaștele sale. Din acest motiv, Sfântul Ipatie este numit „făcător de minuni” în Viețile Sfinților.

## Galerie

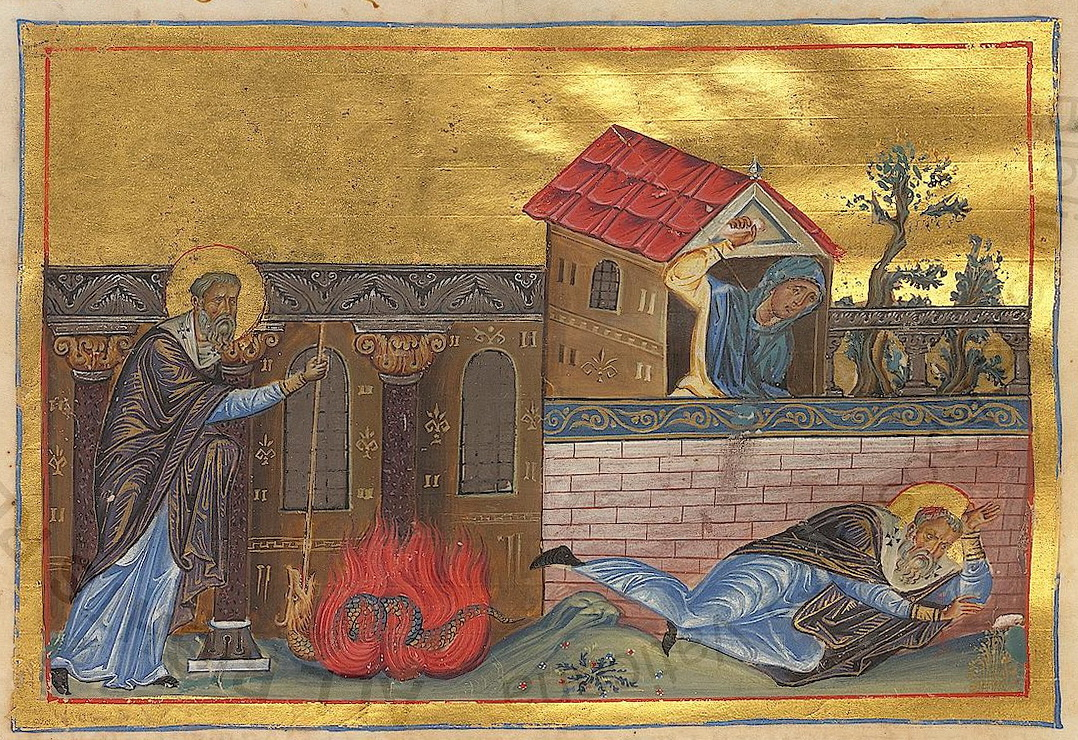
Aspecte din viața Sf. Ipatie
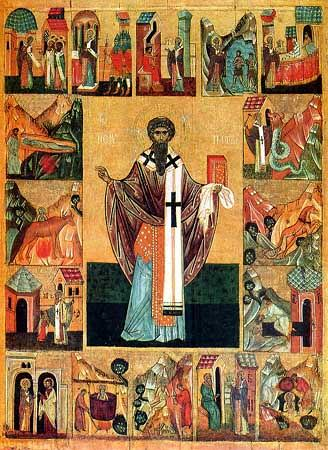
O icoană rusă a Sf. Ipatie din secolul al XV-lea de la Mănăstirea Ipatiev

## Legături externe
- Catholic Online: Hypatius of Gangra